# Günter Neugebauer

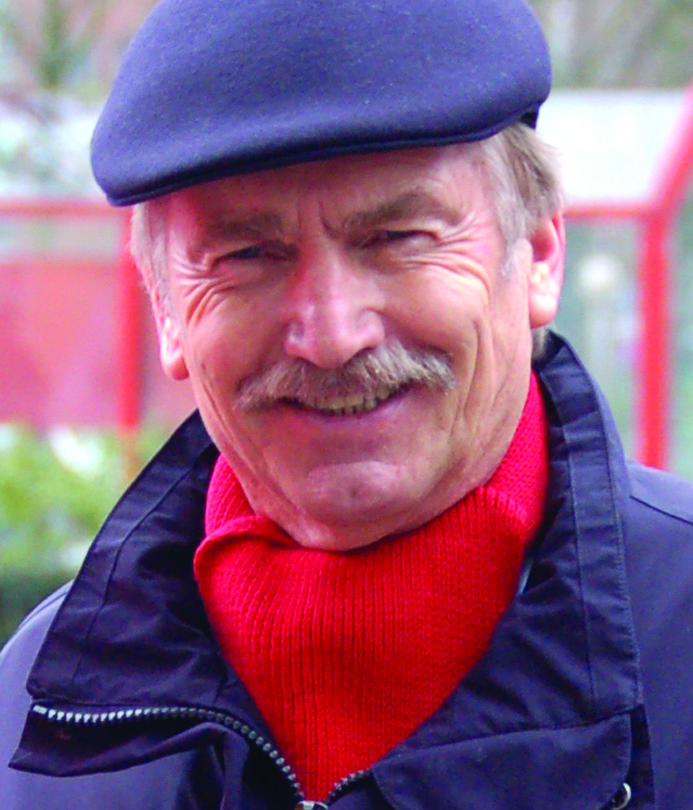
Günter Neugebauer im Oberbürgermeisterwahlkampf für Torsten Albig 2009

Günter Neugebauer (* 13. Juni 1948 in Rendsburg) ist ein deutscher Politiker (SPD).

## Leben und Beruf
Nach der Mittleren Reife trat Neugebauer in die Landesfinanzverwaltung von Schleswig-Holstein ein. 1971 bestand er die Prüfung für den gehobenen Dienst und war seitdem bis zur Wahl in den Schleswig-Holsteinischen Landtag 1979 als Dipl. Finanzwirt, Betriebsprüfer und Steueramtmann tätig.
Von Juni 2009 bis Juni 2010 war Neugebauer Aufsichtsratsvorsitzender der Coop eG. Seit 2014 Sprecher der regionalen Arbeitsgruppe Schleswig-Holstein von Gegen Vergessen – Für Demokratie.
Günter Neugebauer ist verheiratet und hat ein Kind.

## Partei
Neugebauer trat 1969 in die SPD ein und engagierte sich zunächst bei den Jusos, deren Kreisvorstand in Rendsburg-Eckernförde er von 1972 bis 1973 angehörte. Von 1973 bis 1982 war er Vorsitzender des SPD-Ortsvereins Rendsburg. Nachdem er schon von 1973 bis 1974 dem SPD-Kreisvorstand angehört hatte, war Neugebauer von 1982 bis 1990 Vorsitzender des Kreisverbandes Rendsburg-Eckernförde. Von 1982 bis 1984 war er Vorsitzender der SPD-Landesarbeitsgemeinschaft Städtebau und Wohnungspolitik.

## Abgeordneter
Von 1974 bis Juni 1988 gehörte Günter Neugebauer der Ratsversammlung von Rendsburg an.
Von 1979 bis 2009 war er Mitglied des Landtages von Schleswig-Holstein. Hier gehörte er von 1983 bis 1987, von 1988 bis 1992 sowie von 1996 bis 2000 dem Vorstand der SPD-Landtagsfraktion an. Von 2005 bis 2009 war Neugebauer Vorsitzender des Finanzausschusses, der Arbeitsgruppe Haushaltsprüfung und des Unterausschusses des Finanzausschusses für Unternehmensbeteiligungen des Landes.
Günter Neugebauer ist stets als direkt gewählter Abgeordneter des Wahlkreises Rendsburg in den Landtag eingezogen. Bei der Landtagswahl 2005 erreichte er hier 42,0 % der Erststimmen. Sein bestes Ergebnis erreichte er bei der Landtagswahl 1988 mit 61,3 % der Erststimmenen.

## Öffentliche Ämter
Von 1974 bis 1982 war Neugebauer ehrenamtlich Senator der Stadt Rendsburg. Vom 31. Mai 1988 bis zum 23. April 1996 war er Parlamentarischer Vertreter des Ministers für Wirtschaft, Technik und Verkehr des Landes Schleswig-Holstein.

## Ehrenamtliches Engagement
Günter Neugebauer ist Mitglied der Vereinigung Gegen Vergessen – Für Demokratie e. V. und Sprecher der Landesarbeitsgemeinschaft Schleswig-Holstein. Er ist Mitglied der Gewerkschaft ver.di. Er gehört dem Vorstand der Rendsburger Gesellschaft für Stadt- und Kreisgeschichte an.
2019 wurde Günter Neugebauer mit der Alexander-Longolius-Plakette des Vereins Partnerschaft der Parlamente in „Würdigung seines Lebenswerkes für die Pflege und Fortentwicklung der transatlantischen Beziehungen“ ausgezeichnet. Neugebauer hatte die Vereinigung 1983 gemeinsam mit 11 anderen Abgeordneten von deutschen Landesparlamenten mitbegründet.
Im November 2021 wurde er mit dem Verdienstkreuz am Bande des Verdienstordens der Bundesrepublik Deutschland ausgezeichnet. In der Laudatio aus der schleswig-holsteinischen Staatskanzlei heißt es, er setze sich seit 50 Jahren für Toleranz und Gerechtigkeit ein. Besondere Verdienste habe er sich um die Erforschung des jüdischen Lebens in Rendsburg erworben.

## Werke
- Das Wort hat der Abgeordnete Neugebauer, Notizen über Heide Simonis, Affären und Geschehnisse in der Regional- und Landespolitik Schleswig-Holstein. Hrsg.: Gesellschaft für Rendsburger Stadt- und Kreisgeschichte 2014, ISBN 978-3-00-046087-6. (Seine politischen Memoiren)
- Gegen das Vergessen. Opfer und Täter in Rendsburgs NS-Zeit. Biographien Rendsburger NS-Aktivisten wie Franz Krabbes, Heinrich de Haan, Hermann Böhrnsen, Herbert Puhlmann, Herbert Furck, Wilhelm Hamken, Hermann Heinrich, Otto F. Karde, Julius Peters, Willi Plähn, Richard Menzel, Dietrich Ostertun, Hans Hermann Renfranz, Heinrich Carl sowie des NS-Opfers Fritz Niemand. Verlag RD-Druck Osterrönfeld, Rendsburg 2018, ISBN 978-3-9810912-6-7.
- Die regelmäßigen Treffen der Angehörigen der Waffen-SS in Rendsburg und ihre bundesweite Wirkung. Jahrbuch 2020 der Gesellschaft für Rendsburger Stadt- und Kreisgeschichte, S. 153–178. Rendsburger Druck- und Verlagshaus, Osterrönfeld 2020, ISSN 1430-3906.[3]
- Julius Peters – eine NS-Karriere als Landrat und Kreisleiter in Rendsburg sowie die Verdrängung der Wahrheit nach 1945. Jahrbuch 2016 der Gesellschaft für Rendsburger Stadt- und Kreisgeschichte, S. 115–128. Rendsburger Druck- und Verlagshaus, Osterrönfeld 2016, ISSN 1430-3906.
- Der Wahlkampf, die Wahl von Dr. Heinrich de Haan zum Rendsburger Bürgermeister 1929 und der endlose Streit um Privilegien. Jahrbuch 2022 der Gesellschaft für Rendsburger Stadt- und Kreisgeschichte, S. 9–25. Rendsburger Druck -und Verlagshaus, Osterrönfeld 2022, ISSN 1430-3906.
- Rendsburg wird braun. Der Aufstieg des Nationalsozialismus in der Region Rendsburg und das Ende der Demokratie. Eine Regionalstudie über den Weg in die NS-Diktatur. Rendsburger Druck und Verlagshaus, Osterrönfeld 2024, ISBN 978-3-9810912-8-1.